# المكسر (إدلب)
المكسر قرية سورية تتبع ناحية سنجار في منطقة معرة النعمان في محافظة إدلب. بلغ عدد سكانها 726 نسمة في عام 2004 حسب إحصاء المكتب المركزي للإحصاء.